# Kouroi de Flerio
Les kouroi de Flerio sont deux statues (kouros) inachevées en marbre blanc de Naxos situées à Melanés, un petit village sur l'île grecque de Naxos, l'une des Cyclades. Ils pèsent chacun entre 5 et 7 tonnes.
Le premier, le kouros de Flerio est une statue de 4,7 mètres de long, située dans un jardin de village.
Un deuxième kouros similaire se trouve dans une carrière.

## Description
Dans la plupart des cas, les statues de kouros sont des représentations de jeunes hommes nus, les bras le long du corps. Les kouroi ont été créés pendant la période archaïque, aux VIIe et VIe siècles av. J.-C.
Les deux kouroi de Flerio sont inachevés et réalisés en marbre de Naxos. Ils ne sont pas complétés par des détails fins, car leurs pieds se sont cassés pendant le transport.

### Kouros dans le jardin de Flerio

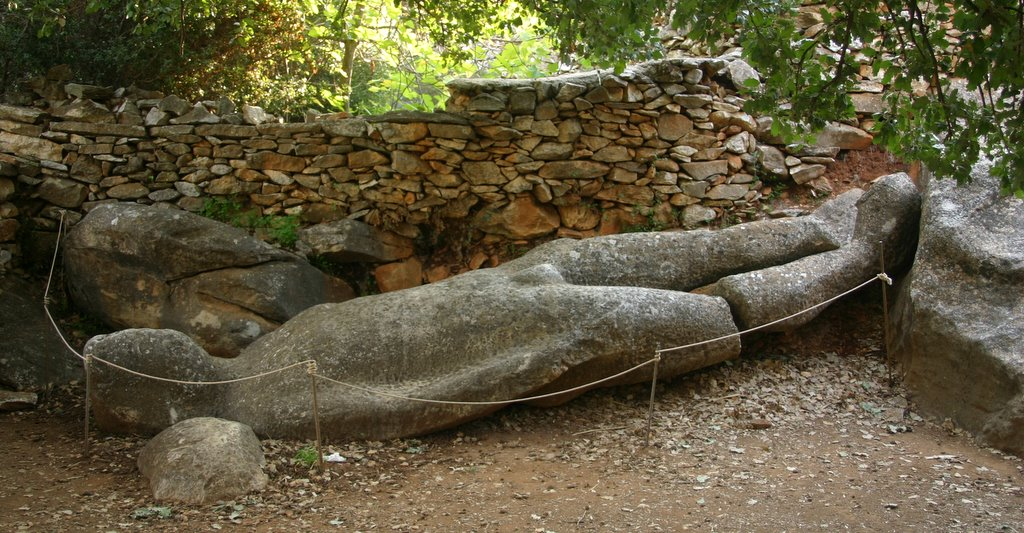
Vue du kouros dans le jardin

Coordonnées : 37° 05′ 00,8″ N, 25° 27′ 07,8″ E 

Le kouros de Flerio se trouve à l'ombre d'un jardin rural. La figure est inachevée et a été grossièrement travaillée au ciseau par d'anciens tailleurs de pierre. Cela ressort clairement des nombreuses bosses qui recouvrent toute la statue. Seul le contour grossier de la figure est visible. Ses bras sont à ses côtés et la jambe inférieure droite est cassée – bien qu'elle repose toujours à côté du kouros. Les pieds sont entièrement manquants et on suppose qu'ils se sont cassés et que, par conséquent, la statue a été abandonnée pendant le transport.

### Kouros dans la carrière de Flerio

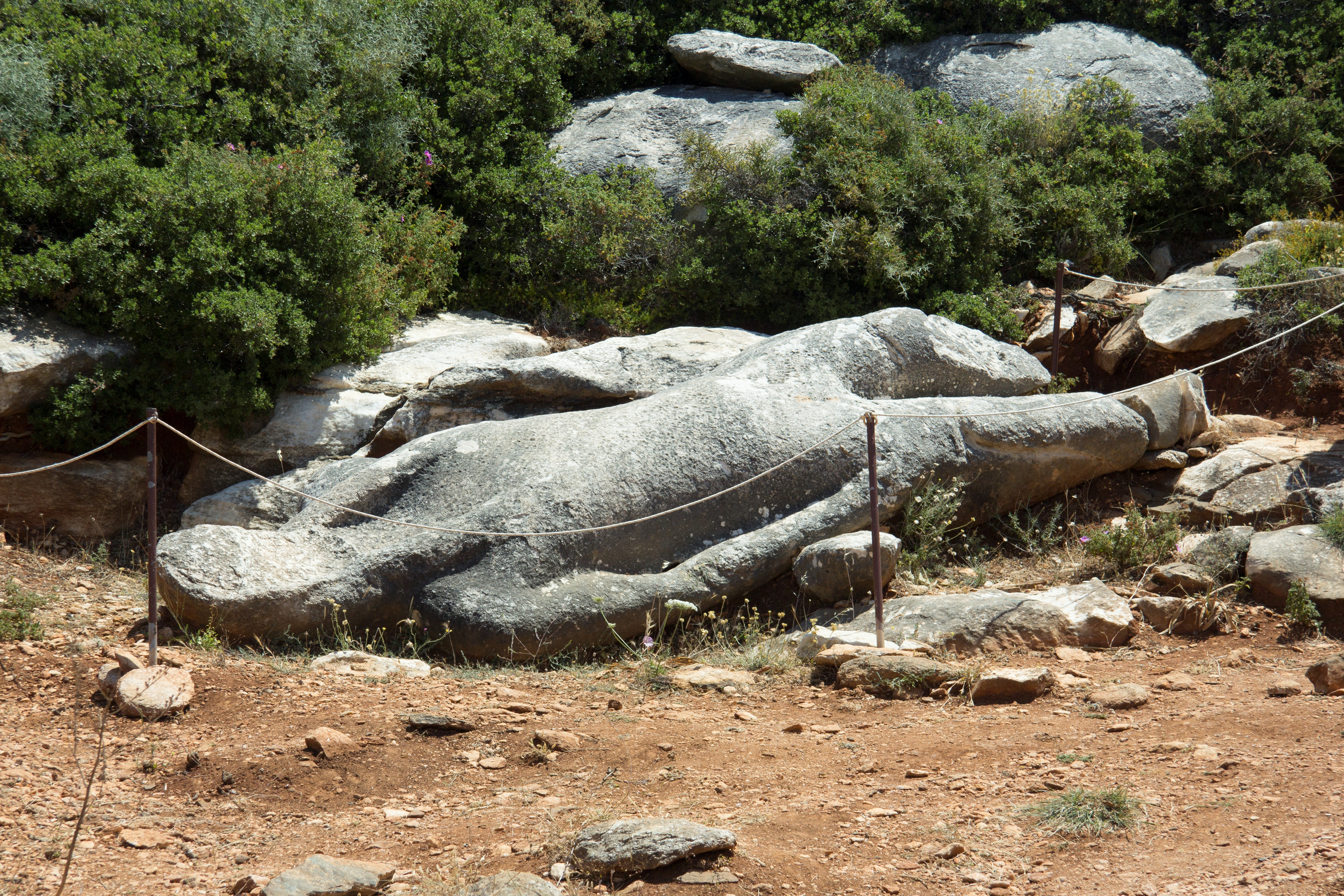
Vue du kouros dans la carrière

Coordonnées : 37° 04′ 52,1″ N, 25° 27′ 14,2″ E  

Le kouros de la carrière, également connu sous le nom de Kouros de Potamia ou Kouros de Faranga, est situé à mi-hauteur d'un affleurement de marbre de 300 mètres de haut et mesure 5 mètres de long. Cette statue est également inachevée et ses jambes sont également cassées, probablement à la suite d'une chute dans la carrière pendant le transport, à l'endroit où elle se trouve encore. La figure est allongée sur le dos, loin du rocher dans lequel elle a été taillée à l'origine. D'autres problèmes sont visibles. Le visage est manquant, des rayures claires sont visibles sur les moignons des pieds. Les pieds, grossièrement travaillés, reposent à proximité, montés sur une fondation en béton beaucoup plus récente.

## Contexte

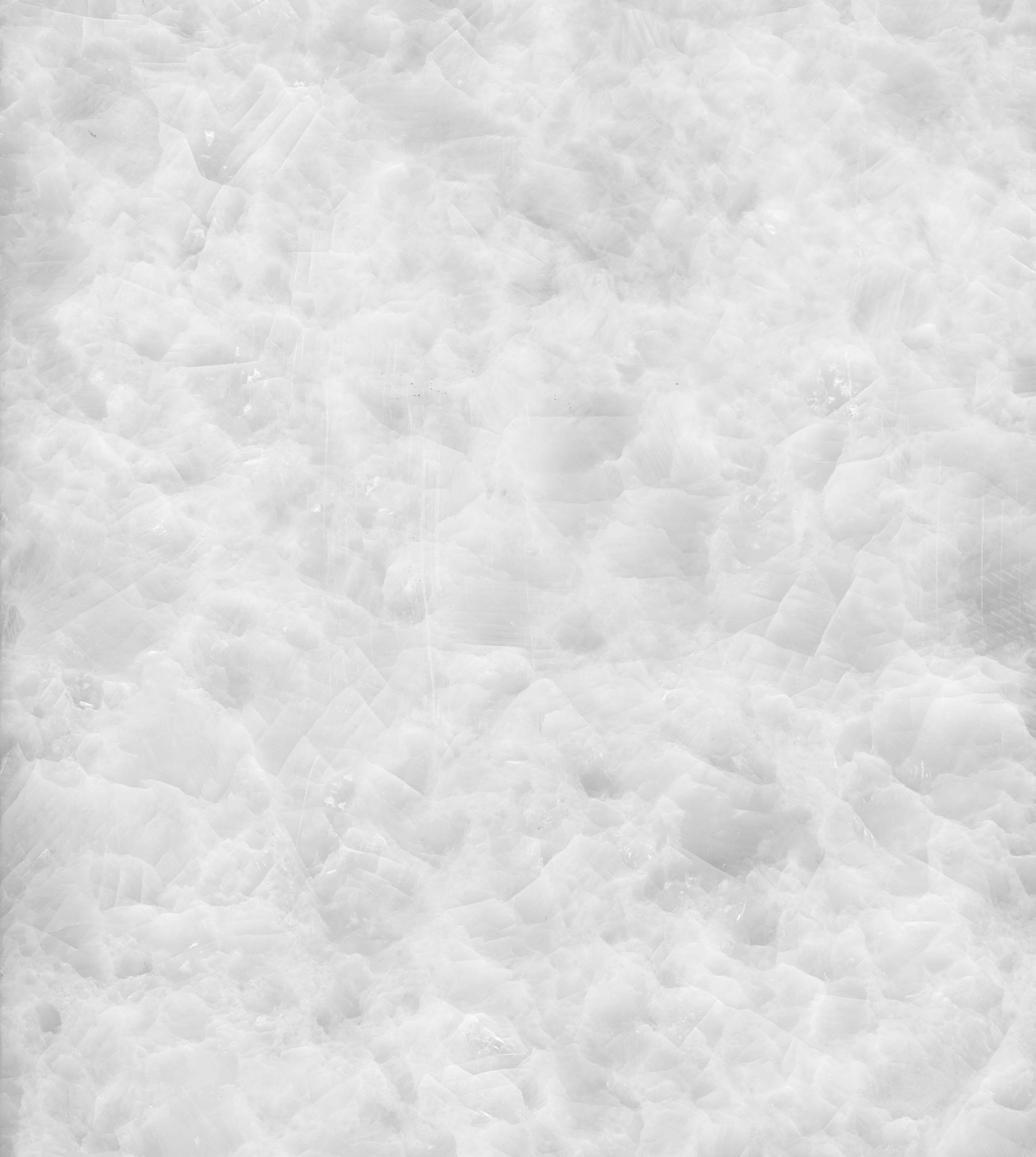
Motif du marbre de Naxos.

Le plus grand kouros de Naxos, long de 10,45 mètres, est le kouros d'Apollonas, qui pèse 80 tonnes.
Le Colosse des Naxiens, un kouros de 9 mètres de haut sur Délos, a été extrait de la même carrière que les deux kouroi de Flerio, puis transporté au port de Naxos et amené à Délos par bateau.